# 保时捷356
Porsche 356 是第一部以保時捷為名的車子，356代表他是保時捷的第356項商品。

## 歷史
在戰前，斐迪南·保時捷博士（Ferdinard Porsche）曾經製作了一部中置引擎的概念車稱之為「Number 1」（Type 64 ；VW Aerocoupe；Porsche 64），所以356到底是不是保時捷製造的第一部車，產生了一些爭議。
356是由Ferdinand "Ferry" Porsche設計的（保時捷的創始人斐迪南·保時捷的兒子），356就跟它的祖先斐迪南·保時捷設計的大众甲壳虫一樣，使用四缸氣冷水平對臥引擎，後置引擎後輪驅動。在356的"車體"剛被保時捷的工程師Erwin Komenda設計出來時，它的零件包括引擎、懸吊系統跟底盤等等，幾乎都是從VW借來的。早期的356原型車的是由鋁材製成的，不過成本證明了鋁材應用在量產車上是非常不切實際的，所以後來還是改採用鋼材打造356的車身。
1948年六月8號，跟VW共用許多零配件的356第一次亮相，旋即成了眾所矚目的焦點，順便帶動了製造業在不同的產品型號使用相同的零件，以降低開發及製造成本的風潮。356空氣力學的處理和優秀的組裝品質，在1950年初期大西洋兩岸的車迷之間有很好的風評，所以當時無論是在街上亦或是在賽車場都時會常看到356的身影。

## 歷代沿革

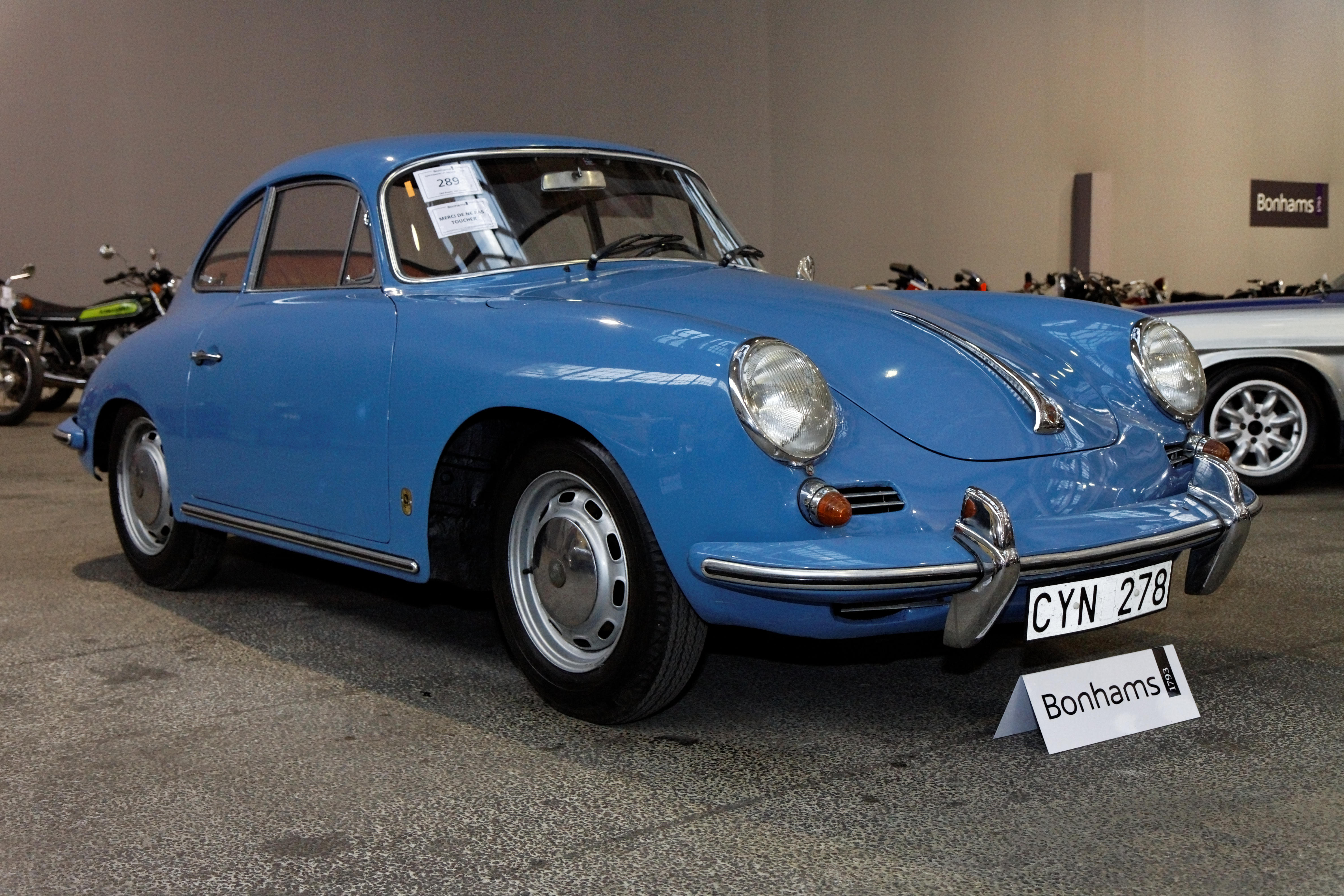
Porsche 356 Coupé

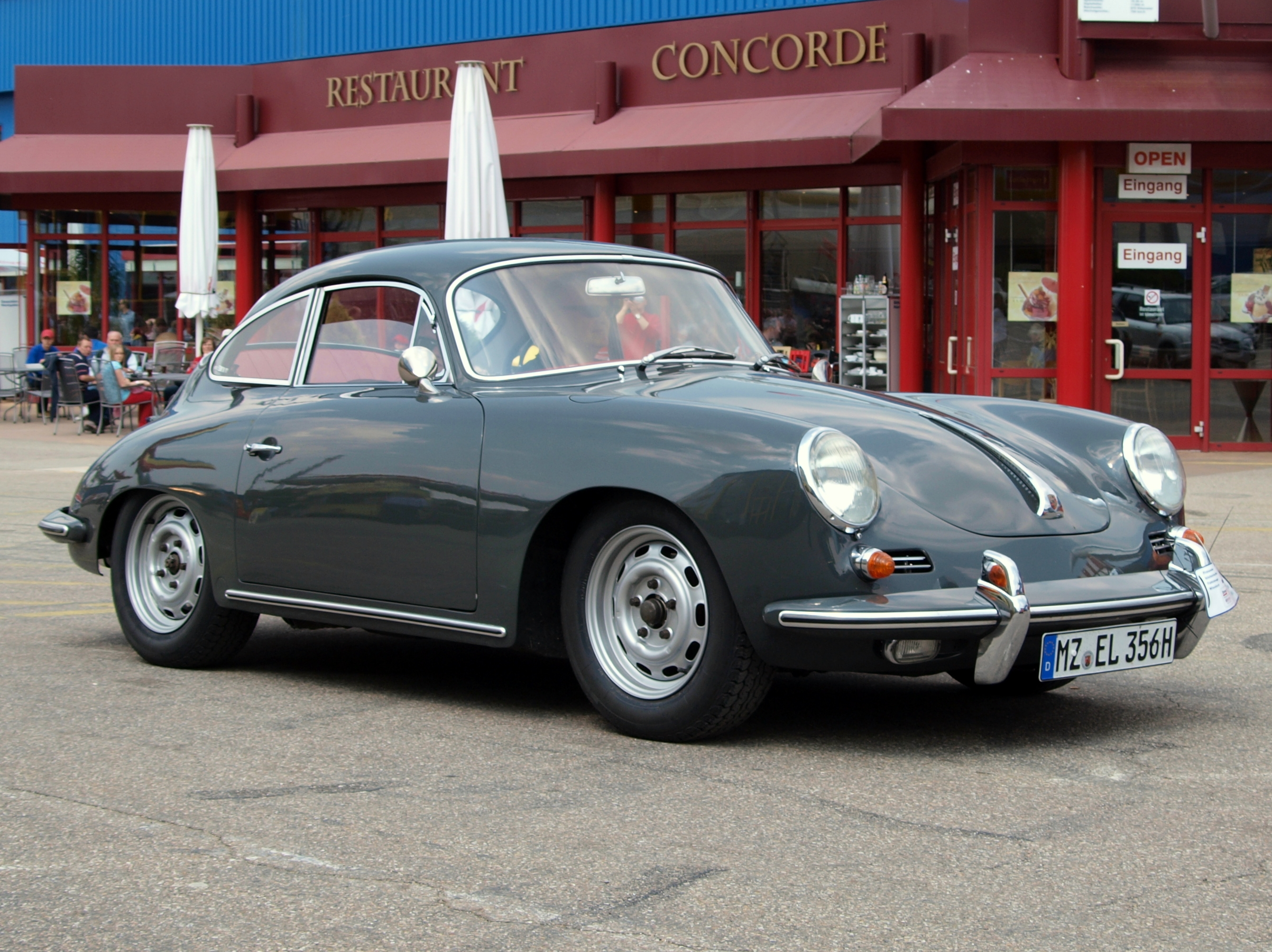
Porsche 356B 1600 Super Coupe

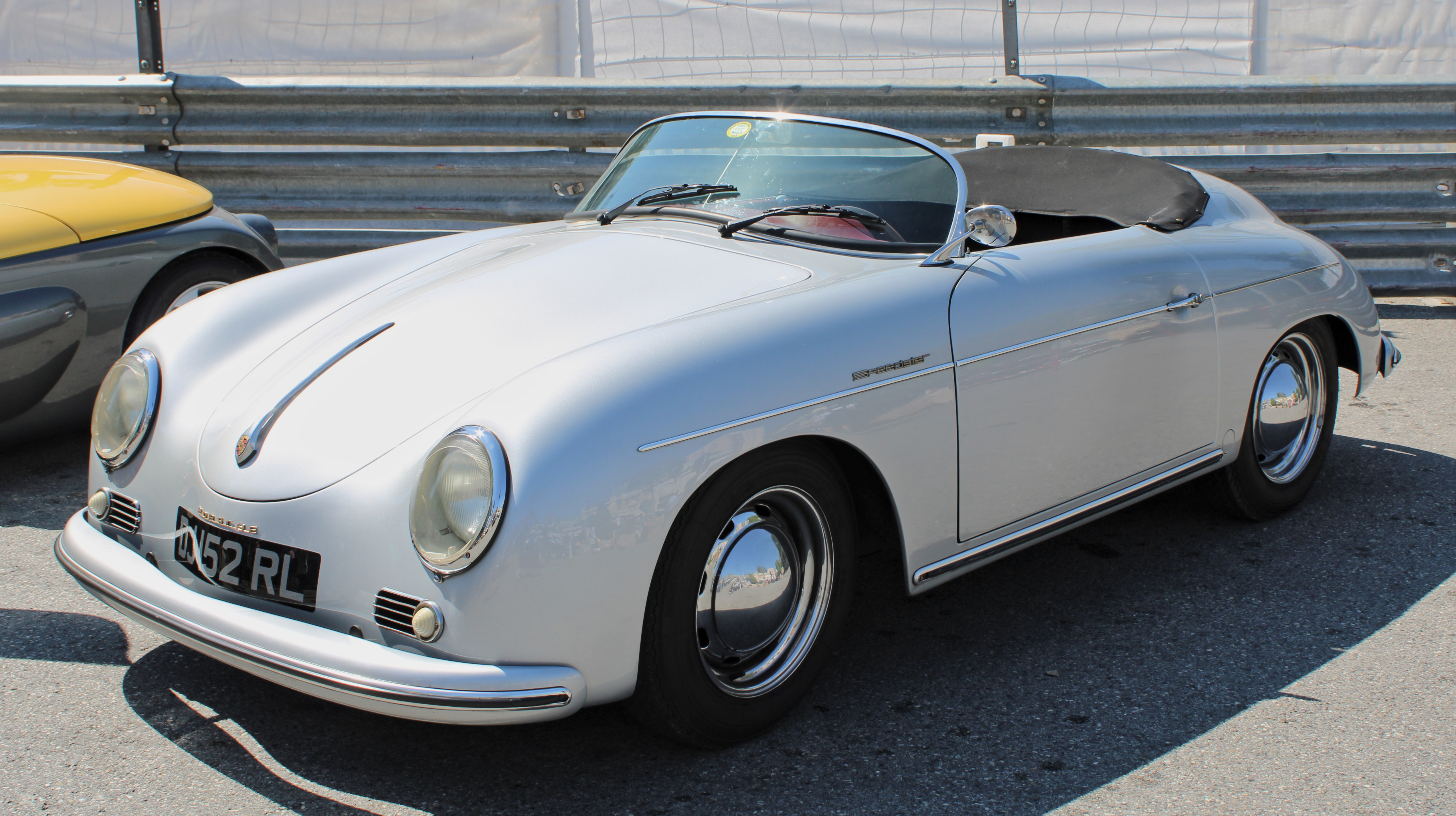
Porsche 356 Speedster

356在1948年到1965年間的改款改變的不只是代號，它在各個方面都有相當大的進化。
敞篷的356在50年代初期相當暢銷，有時甚至超過所有356生產數量的50%（最經典的車型是 356 Speedster）。但在60年代初期，跑車的流行退燒，所以軟頂的356當時銷售量急速下滑。
356主要的改款通常可以分成幾種類別。在1954年時356有coupes與cabriolets（敞篷，軟頂形式）兩種類別（兩款車在擋風玻璃也有所不同）。356A於1955年發表時有許多細節但是重大的改變，在工廠內部被稱呼為"Type 1"，車迷們則將之簡稱為"T1"，隨後在1957前期，356A第二次改款，就被叫做Type 2或T2。1959年進行了更大的改款（科技面），並改名為356B（T5型）。1963年356B再次改款（T6）。
最後一次改款的末代356是1964年的356C，它使用了碟煞及當時保時捷的生產線上最有力的引擎，因為有95匹馬力而被稱為95"SC"。

## 流行文化
保時捷356A也曾出現在一些動畫當中

### 動漫畫
1994年—《名偵探柯南》（日語：名探偵コナン／めいたんてい こなん，Detective Conan）：黑暗組織高級幹部 琴酒（ジン，聲：堀之紀）的愛車。